# Circonscription d'Ifrane
La circonscription d'Ifrane est la circonscription législative marocaine de la province d'Ifrane située en région Fès-Meknès. Elle est représentée dans la Xe législature par Ahmed Rachidi et Mohammed Ouzzine.

## Historique des députations
| Législature | Début de mandat  | Fin de mandat    | Députés élus | Députés élus                | Députés élus | Députés élus          |
| ----------- | ---------------- | ---------------- | ------------ | --------------------------- | ------------ | --------------------- |
| IXe         | 26 novembre 2011 | 7 octobre 2016   |              | Moulay Rachid Slimani (PJD) |              | Mohammed Ouzzine (MP) |
| Xe          | 8 octobre 2016   | 8 septembre 2021 |              | Ahmed Rachidi (PJD)         |              | Mohammed Ouzzine (MP) |
| XIe         | 9 septembre 2021 | ?                |              | Abderrazak Hachimi (RNI)    |              | Mohammed Ouzzine (MP) |

## Historique des élections

### Découpage électoral d'octobre 2011

#### Élections de 2016
| Parti       | Parti                                         | Voix   | %      | Député(s) élus   |  |
| ----------- | --------------------------------------------- | ------ | ------ | ---------------- |  |
|             | Mouvement populaire (MP)                      | 8 372  | 23,56  | Mohammed Ouzzine |  |
|             | Parti de la justice et du développement (PJD) | 5 165  | 14,54  | Ahmed Rachidi    |  |
|             | Parti authenticité et modernité (PAM)         | 5 063  | 14,25  |                  |  |
|             | Parti du progrès et du socialisme (PPS)       | 4 393  | 12,36  |                  |  |
|             | Parti de l'Istiqlal (PI)                      | 4 349  | 12,24  |                  |  |
|             | Union socialiste des forces populaires (USFP) | 2 481  | 6,98   |                  |  |
|             | Rassemblement national des indépendants (RNI) | 1 488  | 4,19   |                  |  |
|             | Parti Al Ahd Addimocrati (AHD)                | 1 410  | 3,97   |                  |  |
|             | Front des forces démocratiques (FFD)          | 1 021  | 2,87   |                  |  |
|             | Fédération de la gauche démocratique (FGD)    | 588    | 1,66   |                  |  |
|             | Union constitutionnelle (UC)                  | 353    | 0,99   |                  |  |
|             | Mouvement démocratique et social (MDS)        | 270    | 0,76   |                  |  |
|             | Union marocaine pour la démocratie (UMD)      | 196    | 0,55   |                  |  |
|             | Parti travailliste (PT)                       | 136    | 0,38   |                  |  |
|             | Parti de la renaissance et de la vertu (PRV)  | 126    | 0,35   |                  |  |
|             | Parti démocrate national (PDN)                | 62     | 0,17   |                  |  |
|             | Parti de la gauche verte (PGV)                | 55     | 0,15   |                  |  |
|             |                                               |        |        |                  |  |
| Inscrits    | Inscrits                                      | 74 373 | 100,00 |                  |  |
| Abstentions | Abstentions                                   | 38 845 | 52,23  |                  |  |
| Exprimés    | Exprimés                                      | 35 528 | 47,77  |                  |  |

#### Élections de 2021
| Parti       | Parti                                               | Voix   | %      | Députés élus       |  |
| ----------- | --------------------------------------------------- | ------ | ------ | ------------------ |  |
|             | Rassemblement national des indépendants (RNI)       | 19 595 | 38,02  | Abderrazak Hachimi |  |
|             | Mouvement populaire (MP)                            | 17 400 | 33,76  | Mohammed Ouzzine   |  |
|             | Parti de l'Istiqlal (PI)                            | 8 010  | 15,54  |                    |  |
|             | Parti authenticité et modernité (PAM)               | 1 363  | 2,64   |                    |  |
|             | Parti de la justice et du développement (PJD)       | 1 002  | 1,94   |                    |  |
|             | Union socialiste des forces populaires (USFP)       | 850    | 1,65   |                    |  |
|             | Parti du progrès et du socialisme (PPS)             | 728    | 1,41   |                    |  |
|             | Parti de l'Espoir (PE)                              | 437    | 0,85   |                    |  |
|             | Parti du centre social (PCS)                        | 423    | 0,82   |                    |  |
|             | Front des forces démocratiques (FFD)                | 391    | 0,76   |                    |  |
|             | Union constitutionnelle (UC)                        | 365    | 0,71   |                    |  |
|             | Parti des Néo-Démocrates (PND)                      | 307    | 0,60   |                    |  |
|             | Parti de l'équité (PRE)                             | 300    | 0,58   |                    |  |
|             | Parti vert marocain (PVM)                           | 204    | 0,40   |                    |  |
|             | Parti démocratique de l'indépendance (PDI)          | 90     | 0,17   |                    |  |
|             | Union marocaine pour la démocratie (UMD)            | 49     | 0,10   |                    |  |
|             | Parti de la liberté et de la justice sociale (PLJS) | 19     | 0,04   |                    |  |
|             | Parti travailliste (PT)                             | 11     | 0,02   |                    |  |
|             |                                                     |        |        |                    |  |
| Inscrits    | Inscrits                                            | 81 172 | 100,00 |                    |  |
| Abstentions | Abstentions                                         | 29 628 | 36,50  |                    |  |
| Exprimés    | Exprimés                                            | 51 544 | 63,50  |                    |  |